# Palacetes Prates

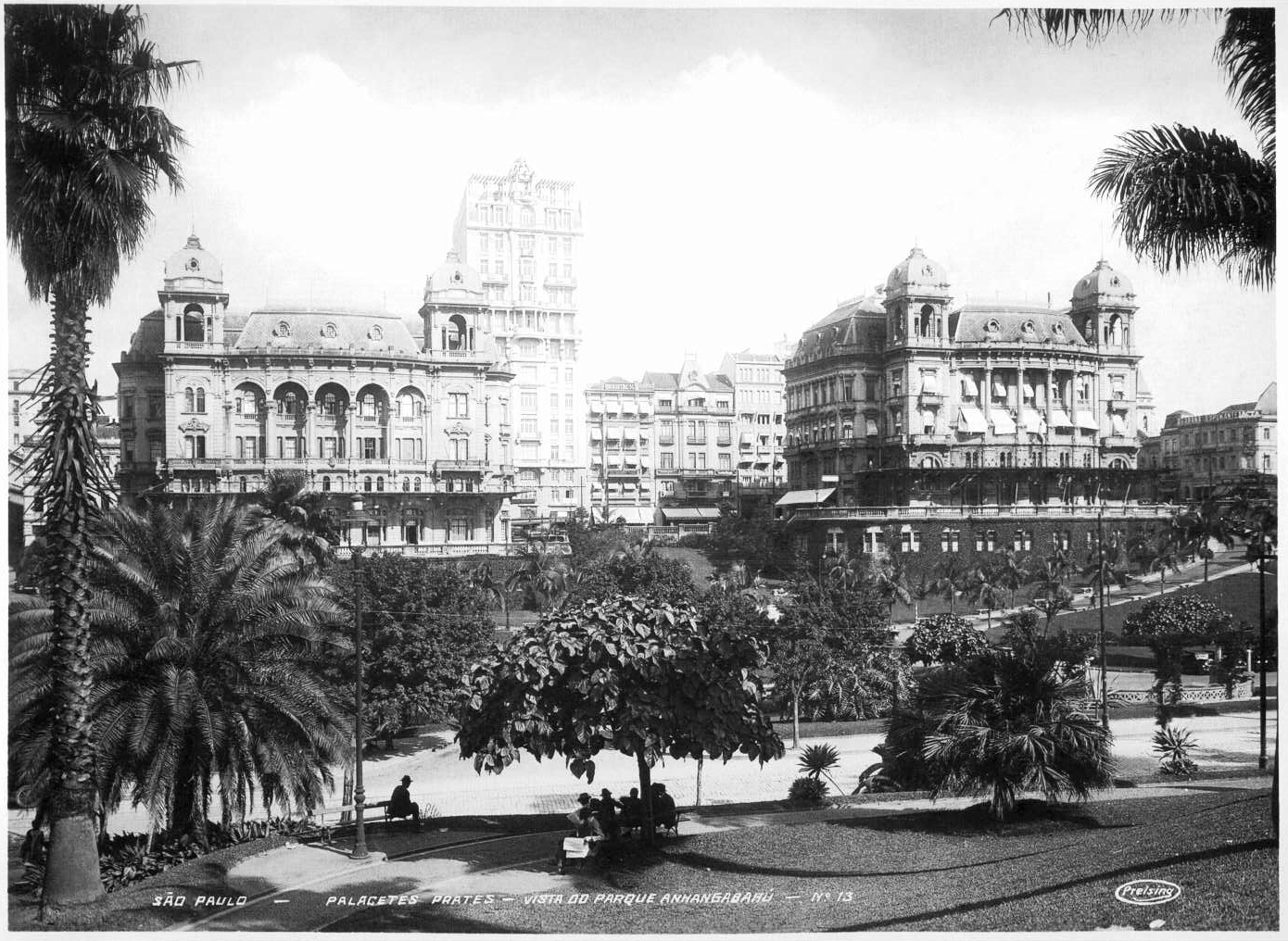
Palacetes Prates na década de 1920 com Edifício Sampaio Moreira ao fundo.

Os Palacetes Prates foram três edifícios que ficavam localizados no Vale do Anhangabaú, próximo ao Viaduto do Chá, na cidade de São Paulo. O nome do conjunto de edificações é uma homenagem a Eduardo da Silva Prates, o primeiro Conde de Prates e um dos maiores proprietários da região central da cidade.

## História

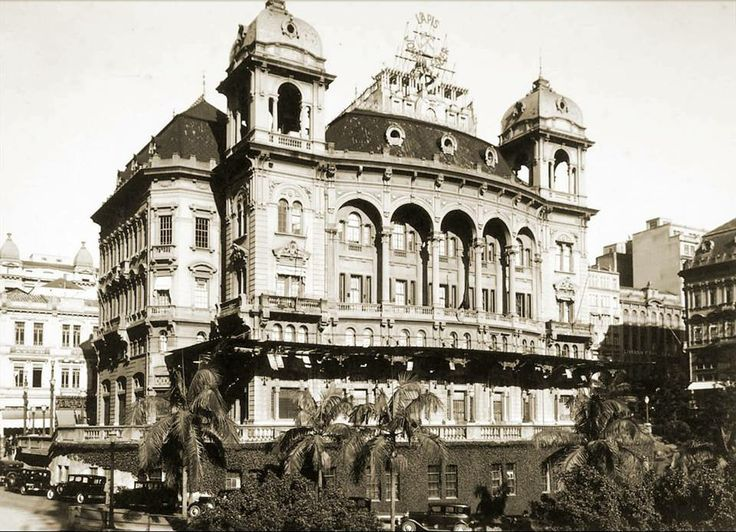
Palacete Anchieta em 1948.

No início do século XX, o centro da cidade de São Paulo passava por obras de modernização, processo este que foi conduzido pelo prefeito Barão de Duprat. O palacetes gêmeos foram a colaboração de Eduardo da Silva Prates na intervenção urbana. O Conde de Prates tinha negócios nos ramos imobiliário, bancário e férreo, além de ser um dos maiores proprietários do centro da cidade, o que lhe dava poder para influenciar nas negociações para que o solar do Barão de Itapetininga fosse doado ao município para possibilitar a criação do Parque do Anhangabaú.
Prates trouxe da França todo o material necessário à construção dos palacetes, que foram inaugurados em 1916. Os três edifícios foram projetados pelo engenheiro agrônomo baiano Samuel das Neves e por seu filho, o arquiteto Cristiano Stockler das Neves, formado na Universidade da Pensilvânia, que também projetou a Estação Sorocabana, atual Estação Júlio Prestes e sede da Sala São Paulo.

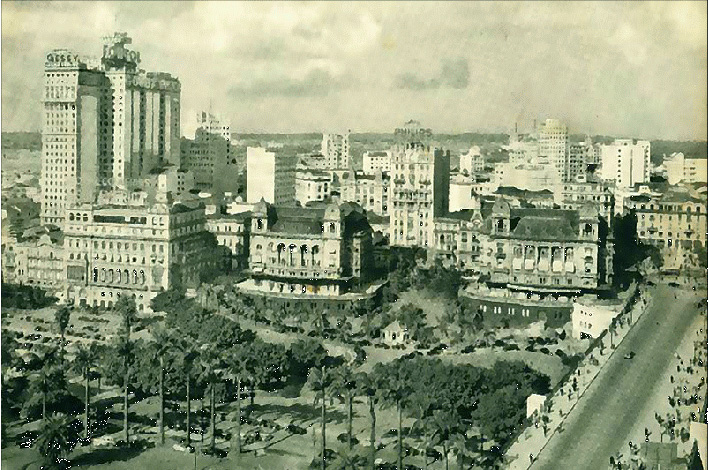
Vale do Anhangabaú na década de 1930 com visão do Club Comercial à esquerda e dos palacetes gêmeos.

O primeiro dos edifícios, para quem vinha da Avenida São João em direção ao Viaduto do Chá (Rua Líbero Badaró, 377), funcionou até o ano de 1951 como a sede da Prefeitura Municipal de São Paulo e posteriormente da Câmara Municipal. O segundo palacete, na esquina da rua Líbero Badaró com o Viaduto do Chá, foi sede do Automóvel Club de São Paulo. O terceiro palacete, já do outro lado do viaduto, deu lugar ao Grand Hôtel de la Rôtisserie Sportsman, sendo que posteriormente foi utilizado como sede do jornal Diário da Noite.
Alguns anos depois da inauguração dos edifícios, os Palacetes Prates ganharam uma outra companhia ao seu lado: o Club Comercial, inaugurado em 1930, com arquitetura similar aos palacetes gêmeos. O local era sede de várias lojas e escritórios, além de salões de baile
Após a saída da prefeitura do primeiro palacete, a Câmara Municipal assumiu o prédio inteiro, dando-lhe o nome de Palacete Anchieta.
Apesar do valor histórico e arquitetônico, todos os edifícios dos Palacetes Prates foram demolidos um após o outro, ocorrendo o mesmo com o Club Comercial. O primeiro a ser demolido em 1935 foi o que originalmente abrigou o Grand Hôtel da la Rotisserie Sportsman, dando lugar ao Edifício Matarazzo. O segundo a ser demolido no início dos anos 1950, originalmente sede ao Automóvel Club, deu lugar ao Edifício Conde de Prates. O terceiro palacete foi demolido em 1970 em seu lugar foi construído o Edifício Mercantil Finasa. Já o edifício do Club Comercial foi demolido em 1969 e deu lugar ao Edifício Grande São Paulo.